# El caballo blanco (novela)
El caballo blanco (en francés: Le Cheval Blanc ) es una novela del escritor belga Georges Simenon. Fue escrita en marzo de 1938 en Porquerolles y publicada en noviembre del mismo año por Éditions Gallimard tras una publicación anticipada en la revista literaria La Revue de Paris del 1 de mayo al 15 de junio de 1938. 
La novela vincula dos ambientes diferentes: la vida de los posaderos y sus criados en una posada del departamento de Nièvre y la de los miembros de una familia de clase media baja que frecuentan el restaurante. El punto de intersección entre los dos grupos es un tío de la familia que vive en la posada como un vigilante nocturno arruinado y habla constantemente de matar a alguien.

## Trama

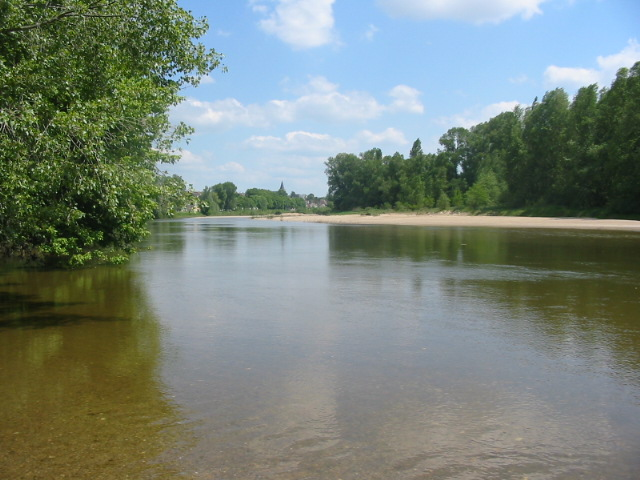
El Loira cerca de Pouilly-sur-Loire

La posada El caballo blanco está situada en la route Nationale entre Pouilly y Nevers. Está regentada por el señor Jean y la señora Fernande, dos posaderos con mentalidades muy diferentes. Monsieur Jean es de mal genio y persigue a todos los miembros del personal, especialmente a las dos doncellas, Therese y Rose. Su esposa Fernande, en cambio, es reservada, parece interesada principalmente en ganar dinero y es temida por el personal. Esto también incluye a la vieja Nine, cuyas piernas están tan hinchadas que apenas puede mantenerse en pie, Melanie, una ayudante local, y el vigilante nocturno Felix Drouin.
En Pentecostés, después de una caminata por el Loira, la familia Arbelet de Nevers, el padre Maurice, la madre Germaine y sus dos hijos Emile y Christian, llegan a El caballo nlanco para pasar allí la noche. Aunque los Arbelet están acostumbrados a ahorrar y renunciar a todos los placeres, Maurice queda inmediatamente fascinado por el ambiente animado e informal de la posada, en el que también ayuda la joven y guapa camarera Rose. Después de beber demasiado por la noche, Maurice se encuentra con el vigilante nocturno, a quien reconoce como uno de los tíos de su esposa. El tío Félix sirvió como soldado en las colonias francesas hasta que el traumático suicidio de un camarada lo desvió del rumbo. Mientras tanto, vegeta en el garaje de la posada, completamente agotado y afectado por una malaria no curada, murmurando constantemente para sí mismo: "¡Eso es una mierda!" o "¡Voy a matar a alguien otra vez!".
Al día siguiente, Arbelet regresa al El caballo blanco, aparentemente para ofrecer a su tío caído un lugar en una residencia de ancianos, lo que él rechaza bruscamente. A pesar del rechazo, Arbelet no puede separarse del ambiente de la posada y se ve envuelto en un altercado físico entre el marido polaco de Therese y el posadero infiel, durante el cual una botella de agua se estrella contra su cabeza. Arbelet tiene razón en que la atención médica hace necesaria otra noche en la posada, y su esposa tiene que presentarse personalmente a la mañana siguiente para liberarlo del hechizo de la posada.
Tras la partida de Arbelet, los acontecimientos en el alojamiento llegan a un punto crítico. Felix sufre un ataque de malaria y el médico al que llaman le revela a Monsieur Jean que ha contraído sífilis de la supuestamente inocente Rose, que se prostituye en secreto. El posadero se desploma bajo el estrés de una noche particularmente ocupada en la posada. Desesperado por creer que está atrapado en la posada y en su vida en general sin salida, se encierra en su habitación. Su esposa teme que haya tomado el revólver para suicidarse, pero en realidad el revólver está en manos de Félix. El vigilante nocturno se enoja tanto con el mundo que se atrinchera en el garaje y dispara a cualquiera que se le acerque. Al final, como su compañero en África, se mete una bala en la boca abierta. Gravemente herido, sobrevive al disparo en el que se liberan todas las tensiones de la velada.
Cuatro años más tarde, Maurice Arbelet vuelve a sentirse atraído por El caballo banco mientras caminaba con su familia. Allí todo sigue igual. Sólo Rose, a quien busca, se ha casado y ya no trabaja en la posada. El tío Félix todavía pasa sus días en el garaje y no quiere nada más en la vida que quedarse en la posada. Arbelet comprende perfectamente el anhelo del anciano. Pero él y su familia regresan a Nevers, donde les espera la vida cotidiana.

## Interpretación
Para Stanley G. Eskin, la posada El caballo blanco se convierte en “un lugar para 'escapes' mitad cómicos y mitad patéticos”, un tema principal en la obra de Simenon.  Por casualidad, Maurice Arbelet cae “bajo el hechizo del caball ” y se siente “atraído mágicamente por el mundo turbulento de la taberna”.  Volker Albers lo compara con Kees Popinga de El hombre que miraba pasar los trenes, ambos hombres de familia, “en quienes Simenon ha sembrado esos anhelos que parecen generalmente humanos”, aparece una “eterna búsqueda del otro, de lo que está más allá de la normalidad”. " 
Para Pierre Assouline, el sereno Félix es uno de esos personajes cuya psicología entera se puede resumir en una sola frase: “¡Eso es una mierda!”  Su frase: “¡Voy a matar a alguien otra vez!”  se convierte en el leitmotiv de la novela. Anaïs Nin llamó a Félix la “figura más repulsiva” de la obra de Simenon. Pero como muchos de los personajes de Simenon, en última instancia es sólo una víctima de las circunstancias, ya que fue acusado de un crimen del que era inocente: el suicidio de su camarada en el África colonial. 
Los arrebatos de los hombres finalmente no tienen consecuencias, lo que se aplica tanto a la declaración de Félix como al “Basta. Basta. Basta. ¡Estoy harto!” del posadero. Según Peter Kaiser, las mujeres son “los sismógrafos de las vibraciones eruptivas de sus hombres” e intentan contrarrestar el constante “peligro que plantean los impulsos latentes de sus hombres” mediante la calma y la ecuanimidad. Esto también incluye su silencio y su evitar de cualquier discusión que pueda tener consecuencias irreparables. Un dicho característico de Fernandes dice así: “Hay cosas de las que no se habla… Las arreglas tú mismo…” 

## Recepción
Peter Kaiser resumió la novela: “En 168 páginas, Simenon contrasta el universo limpio y saludable de las casas suburbanas y adosadas con la vida en una taberna destartalada pero muy animada”. La “gran maestría” de Simenon se puede ver al describir todos los personajes dentro del breve alcance de la novela de tal manera que estén presentes para el lector y sus acciones sean comprensibles. 
Kirkus Reviews dijo: "Un trabajo muy profundo y un poco extraño de un pequeño maestro del pesimismo". André Gide calificó a Le Cheval Blanc de “encantador”.  En el epílogo de La María del Puerto, el propio Simenon expresa el deseo de que su calidad de escritor sea “evaluada según María y el Caballo Blanco ”. 